# Иоахим Турье
Иоахим Турье, также известен как Ивачин (венг. Türje nembeli Joachim; ? — ?) — венгерский дворянин и солдат в первой половине XIII века, который служил первым известным графом Германштадта около 1210 года. Он был предком дворянской семьи Сентгроти.

## Семья
Иоахим родился в венгерском клане Турье, который происходил из графства Зала. Его отец Гече I, был первым известным членом рода. У него было, по меньшей мере, три брата и сестры: Дениш I, отец могущественного барона Дениша II, Гече II, который служил в качестве ишпана графства Зала (1225) и графства Барч (1236—1240). Его неизвестная сестра была также упомянута в 1254 году, когда она была вдовой умершего мужского члена рода Акош.
У Иоахима было два сына от неизвестной жены: Томаш участвовал в битве с монголами при Мохи, а позднее занимал пости ишпана графства Карако. Семья Сентгроти происходила от него. Младшим сыном Иоахима был Филипп (ок. 1218—1272), влиятельный прелат во второй половине XIII века, который служил епископом Загреба (1247/1248 — 1262), а также архиепископом Эстергома с 1262 года до своей смерти и был сильным сторонником венгерской королевской семьи.

## Карьера
Иоахим был верным солдатом венгерского короля Андраша II. Около 1210 года он был первым известным графом Германштадта (или Себен; венг. szebeni ispán), и в этом качестве он был главой трансильванских саксов, живущих в более широком регионе Германштадт (ныне Сибиу в Румынии). Когда в том же году в Видине вспыхнуло восстание против царя Болгарии Борила, последний не смог подавить восстание без внешней помощи и обратился к венгерскому королю Андрашу II, напомнив ему об «их надежной дружбе». В ответ венгерский король послал Иоахима во главе венгерской армии, состоящей из саксов, валахов, секеев и печенегов, через Карпатские горы на помощь царю Болгарии Борилу в борьбе против трех восставших куманских лидеров, согласно королевской грамоте, изданной в 1250 году. Судя по записям, эти четыре этнические группы были подчинены графам Германштадту в начале XIII века. Иоахим первым разбил трех куманских вождей, которые пытались остановить его продвижение, убив двух из них на поле боя, в то время как третий вождь Карас был захвачен и отправлен к венгерскому королевскому двору в качестве пленника. Вслед за этим венгерская армия под командованием осадило замок Видин. Согласно уставу 1250 года, венгерские войска подожгли два въезда в крепость и «сражались доблестно». Сам Иоахим был тяжело ранен в перестрелке, но Видин был успешно взят в плен и возвращен Борилу, подавив восстание против него.
За свою военную службу и заслуги Иоахим получил земли в Сланье (ныне Хорватия) и графстве Вараждин. Спустя четыре десятилетия король Бела IV издал в Дьёре 23 июня 1250 года королевскую хартию, которая стала единственным источником информации о военной кампании Иоахима. В этом документе король подтвердил права Томаша и Филиппа, сыновей покойного Иоакима, на унаследованные ими от отца земельные владения, описав достоинства трех членов рода Турье. Иоахим также участвовал в военном походе Андраша II на Галицкое княжество в 1211 году. Он действовал как пристальдус (королевский комиссар или «пристав») в 1214 году, когда граф Миклош был введен в собственность земли Лендвы (современная Лендава, Словения).